# 鶴峯八幡宮 (市原市)

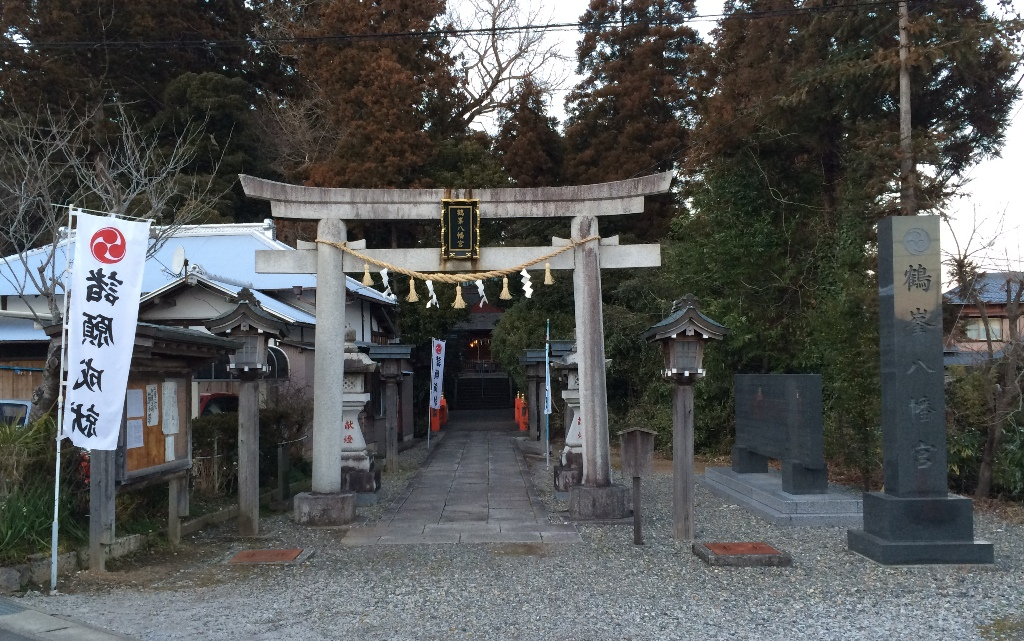
参道と鳥居

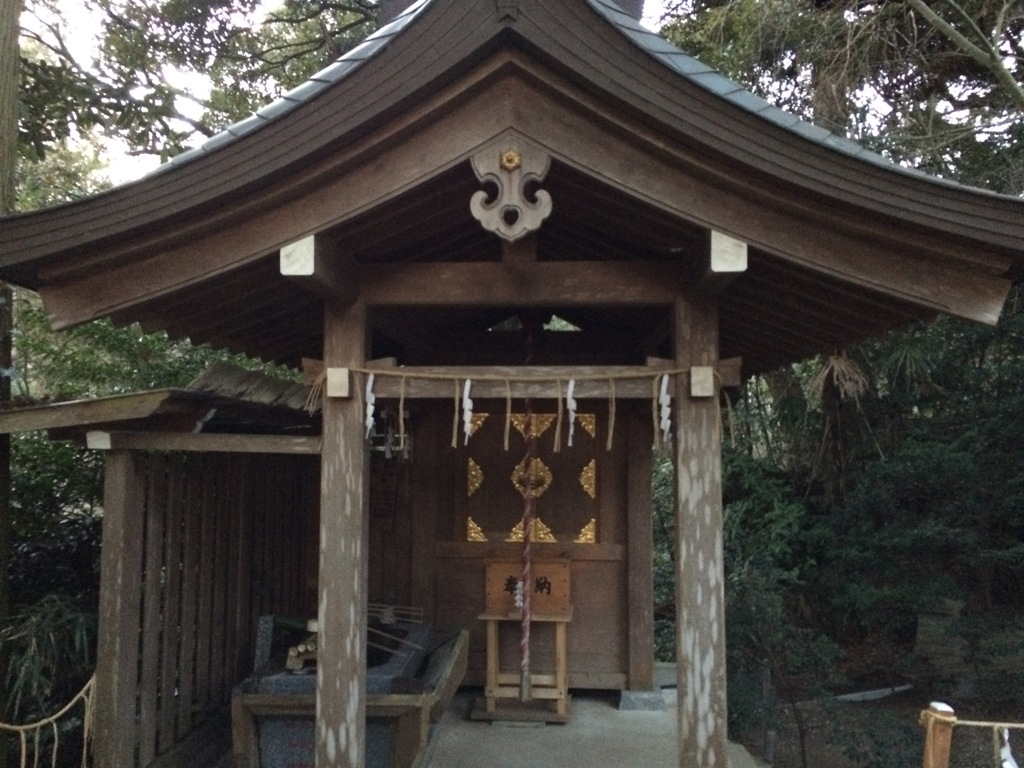
手水舎

鶴峯八幡宮（つるみねはちまんぐう）は、千葉県市原市にある神社。旧社格は村社。

## 祭神
誉田別命（応神天皇）、息長帯姫命（神功皇后）、玉依比売命を祭神とする。

## 行事
十二座神楽（千葉県指定無形民俗文化財）1964年4月28日登録　秋祭りに奉納
- 1月
  - 歳旦祭(1月1日)
  - どんと祭(1月14日)
- 2月
  - 節分祭
- 3月
  - 春祭(3月15日)
- 6月
  - 夏越大祓式(6月末日)
- 8月
  - 例祭
- 10月
  - 秋祭(10月第3日曜)
- 11月
  - 七・五・三詣
- 12月
  - 除夜祭(12月末)
  - 年越大祓式(12月末日)

## 交通
最寄駅は小湊鉄道光風台駅。